# Olivella stegeri
Olivella stegeri är en snäckart som beskrevs av Olsson 1956. Olivella stegeri ingår i släktet Olivella och familjen Olividae. Inga underarter finns listade i Catalogue of Life.